# Paulo José Ferreira dos Santos
Paulo José Ferreira dos Santos (Vialonga, Vila Franca de Xira, 11 de maig de 1962) és un ciclista portuguès, ja retirat, que fou professional entre 1984 i 1988. Durant la seva carrera destaca la victòria en una etapa del Tour de França de 1984, sent el segon ciclista portuguès en aconseguir-ho.

## Palmarès
- 1982
  - 1r a la Volta dos Sete-Marinha Grande
  - Vencedor d'una etapa del Gran Premi Jornal de Notícias
- 1983
  - 1r a la Volta ao Alentejo i vencedor d'una etapa
- 1984
  - Vencedor d'una etapa del Tour de França
  - Vencedor d'una etapa de la Volta ao Algarve
  - Vencedor de 2 etapes de la Volta a Portugal i 1r de la classificació dels punts
- 1985
  - 1r a Rio Maior
  - 1r al Gran Premi Jornal de Noticias
  - Vencedor d'una etapa de la Volta ao Algarve
- 1986
  - 1r al Circuit de Setúbal
- 1987
  - 1r al Circuit da Malveira
- 1988
  - 1r al Premi Brigada de Transito
  - Vencedor d'una etapa de la Volta ao Algarve
- 1990
  - 1r a la Classica de Charneca
- 1991
  - 1r al Circuit dos Campeões
- 1994
  - 1r a la Porto-Lisboa

### Resultats al Tour de França
- 1984. Fora de control (18a etapa). Vencedor d'una etapa